# 浆霉科
浆霉科（學名：Ascoideaceae）是酵母菌目之下一個單型科，僅有漿霉屬（Ascoidea）一個属。本科物種有廣泛的分佈範圍，一般在枯木中由甲蟲挖出的坑道裡生長。

## 物種
本科包括以下物種：
- 非洲浆霉 Ascoidea africanas
- Ascoidea asiatica L.R.Batra & Francke-Grosm.
- Ascoidea corymbosa W.Gams & Grinb.
- Ascoidea hylecoeti
- Ascoidea rubescens Bref.